# Kyrkans Tidning
Kyrkans Tidning är en redaktionellt fristående veckotidning med Svenska kyrkan och kyrkliga frågor som huvudsakliga bevakningsområden. Tidningen ges ut av Verbum AB, som papperstidning och digitalt på olika plattformar.  
Papperstidningen utkommer på torsdagar med 46 nummer per år och har en upplaga på 23 300 exemplar (TS-upplaga 2017). Chefredaktör är sedan 2016 är Inger Wallin.
Tidningen följer och kommenterar samhällsutveckling och kultur ur ett kyrkligt perspektiv. Kyrkans Tidning fungerar också som ett viktigt debattorgan för både inomkyrkliga och allmänna frågor, för kristna och andra kyrkligt intresserade både inom och utom Svenska kyrkan. Prenumeranterna är ofta anställda eller förtroendevalda i Svenska kyrkan.  
I tidningen återfinns bland annat nyheter, ledare, debattartiklar, insändare, längre reportage, krönikor och ett fylligt fördjupningsmaterial om teologi, kultur, tro och liv med mera. Kyrkans Tidning grundades 1982 genom att ett flertal andra publikationer inom Svenska kyrkan slogs samman – veckotidningen Vår kyrka), diakonitidningen Med samt olika stiftsblad gick alla upp i Kyrkans Tidning.

## Utgivare
Tidningen ges ut av Verbum AB, som är ett helägt dotterbolag i koncernen Berling Media AB. Huvudägare till koncernen är Svenska kyrkan, Equmeniakyrkan och Svenska kyrkans arbetsgivarorganisation. Därtill finns ett antal mindre aktieägare, i huvudsak juridiska personer inom eller i nära anslutning till Svenska kyrkan.
Utgivningen har tidigare skett genom Berling press och Svenska kyrkans press; 1982–2002 gavs den ut under namnet Svenska kyrkans tidning.

## Chefredaktörer
| Chefredaktör      | Tillträde    | Avgång        | Kommentarer                                                              | Noter             |
| ----------------- | ------------ | ------------- | ------------------------------------------------------------------------ | ----------------- |
| Sören Ekström     | 1981         | 1982          |                                                                          |                   |
| Ingvar Laxvik     | januari 1986 | 1993          |                                                                          |                   |
| Lars B. Stenström |              |               |                                                                          |                   |
| Olav S. Melin     | 1999         | 2004          |                                                                          |                   |
| Dag Tuvelius      | mars 2005    | februari 2010 |                                                                          |                   |
| Anders Ahlberg    | mars 2010    | oktober 2012  | publisher för Berling Media AB                                           | [ 6 ] [ 7 ]       |
| Svante Fregert    | oktober 2012 | mars 2015     | tillförordnad chefredaktör från oktober 2012, chefredaktör från maj 2013 | [ 7 ] [ 8 ] [ 9 ] |
| Eva Wirén         | april 2015   | 2016          |                                                                          | [ 5 ] [ 9 ]       |
| Inger Wallin      | april 2016   | nuvarande     |                                                                          | [ 10 ] [ 11 ]     |